# Lenka Trajkovski
Lenka Trajkovski (Banja Luka, 2 settembre 1950) è un'ex cestista jugoslava.

## Carriera
Con la Jugoslavia ha disputato i Campionati europei del 1972.